# Orchestina elegans
Orchestina elegans là một loài nhện trong họ Oonopidae.
Loài này thuộc chi Orchestina. Orchestina elegans được Eugène Simon miêu tả năm 1893.